# Strămutarea și expulzarea germanilor după Al Doilea Război Mondial

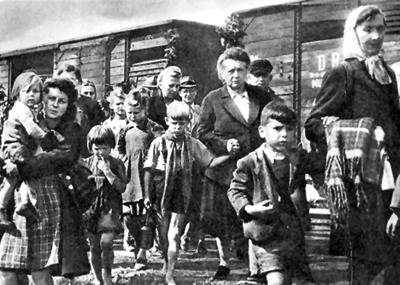
Germani expulzați din Sudetenland

Strămutarea/refugierea și expulzarea germanilor după încheierea celui de-Al Doilea Război Mondial se referă la fuga și deportarea în masă a celor considerați a fi de etnie germană (atât Reichsdeutsche cât și Volksdeutsche) din zonele ocupate de Uniunea Republicilor Sovietice Socialiste (URSS) în Europa, imediat după încheierea celui de-Al Doilea Război Mondial și în primii trei ani postbelici (1946–1948). 
Prima etapă a procesului de expulzare a reprezentat-o evacuarea haotică a populației civile organizată de autoritățile germane în mai multe părți ale țării. Au urmat deportările celor care rămăseseră după prima etapă, care în multe părți se aflau în zonele ocupate de Armata Roșie, și care erau concepute anume pentru crearea statelor naționale omogene din punct de vedere etnic. Expulzările în masă ale minoritarilor germani au fost hotărâte în timpul Conferinței de la Potsdam din 1945, care stabileau că strămutările urmau să fie făcute „în ordine și într-un mod uman”. În atmosfera postbelică, ale cărei caracteristici imediate erau haosul, foametea, bolile, vremea potrivnică, criminalitatea, milițiile populare răzbunătoare și violențele gratuite, pierderile de vieți omenești din rândurile populației civile germane s-au ridicat la cifre apreciate de unele surse ca fiind de ordinul milioanelor. Estimările variază de la o sursă la alta, dar este acceptată o cifră de unu până la trei milioane de civili, care și-au pierdut viața. În conformitate cu sursele Aliaților date publicității după 1990, deportarea și migrația etnicilor germani au afectat în jur de 16,5 milioane de oameni și a fost cea mai mare dintre migrațiile postbelice orchestrate de puterile victorioase ale Aliaților occidentali și ale Uniunii Sovietice staliniste. Alături de germani au mai fost deportați polonezi, români din Basarabia și Bucovina, ucraineni, maghiari, evrei din întreaga Uniune Sovietică și Europa Răsăriteană. 
Majoritatea expulzărilor au fost făcute din zonele care au revenit Uniunii Sovietice și Poloniei după război. Alte deportări de mai mică amploare au fost făcute din Cehoslovacia, Ungaria, Iugoslavia (în special din Voievodina), Lituania și alte regiuni din Europa Centrală și Răsăriteană. Acei care au migrat sau au fost deportați erau fie cetățeni germani adevărați, dintre care unii își dobândiseră cetățenia germană în timpul ocupației naziste, fie persoane care au fost în mod greșit considerate de etnie germană, dar și oameni care s-au declarat germani pentru a scăpa de regimurile comuniste. Unele dintre aceste persoane au fost persecutate pentru acțiunile lor din timpul războiului, dar cele mai multe au fost persecutate doar pentru simplul fapt că erau de etnie germană. 
La mai mult de o jumătate de secol după încheierea celui de-al Doilea Război Mondial, relațiile dintre Germania unificată și unii dintre vecinii ei est-europeni rămân umbrite într-o oarecare măsură de controversele legate de moralitatea expulzărilor și de drepturile deportaților („Heimatvertriebene”).  Multe dintre controverse sunt alimentate de pretențiile unor grupuri ale deportaților sau ale descendenților acestora pentru revocarea decretelor de expulzare, pentru primirea de scuze oficiale, pentru punerea sub acuzație a celor considerați vinovați de migrația forțată a germanilor,  sau pentru primirea de compensații pentru proprietățile pierdute. Deosebite pentru aceste controverse sunt neînțelegerile asupra responsabilităților pentru expulzări, asupra motivațiilor și asupra moralității deportărilor. 
Deși în acest caz nu a fost sesizat nici o instanță, se poate considera că orice deportare a populației poate fi considerată crimă împotriva umanității în conformitate cu prevederile dreptului internațional și cu practica Tribunalului Penal Internațional. În accepțiunea judiciară modernă, deportările pot fi considerate purificare etnică. 

## Cadrul general
Unele dintre motivele din spatele hotărârilor pentru expulzări au fost bazate pe istoria Germaniei în Europa, în special în Europa Răsăriteană. Colonizarea și migrațiile care au avut loc de-a lungul unui mileniu au dus la formarea unor zone compacte locuite de germani prin toată Europă Răsăriteană și în Rusia europeană. Existența acestor zone a fost folosită de naționaliștii germani, în special de naziști, pentru justificare unor războaie de agresiune, care au culminat cu cel de-al Doilea Război Mondial. Expulzarea de la sfârșitul celei de-a doua conflagrații mondiale a fost parte a înțelegerilor negociate între puterile învingătoare pentru redesenarea granițelor naționale și "transferuri ordonate de populație", pentru îndepărtarea minorităților etnice văzute ca sursă de necazuri. 

## Cronologia evenimentelor
Dacă participanții la conferința de la Potsdam au avut în vedere "transferuri ordonate de populație",  realitatea de pe teren a fost cu totul alta. Orice transfer de asemenea amploare poate fi dificil, chiar și în condiții mai bune. Încercările de a transfera un număr așa de mare de oameni în condițiile de haos, distrugere și lipsuri din Europa de după război nu puteau să se încheie decât într-o catastrofă umanitară. 
Acordul de la Potsdam a cerut împărțirea egală a germanilor transferați între zonele de ocupație americană, britanică, franceză și sovietică din Germania. În realitate, aproape de două ori mai mulți germani decât se stabilise la Potsdam s-au refugiat în zonele care aveau să devină după 1949 "Germania Occidentală", mult mai mulți decât au migrat în "Germania Răsăriteană" (zona sovietică de ocupație). Un mare număr de germani au migrat în alte țări ale globului, printre care SUA, Canada, Argentina și Australia. 
Ca parte a politicii de naționalizare la care toți cetățenii statelor comuniste au trebuit să facă față, proprietățile  germanilor sau care au aparținut Germaniei au fost confiscate și au intrat în patrimoniul statului, sau au fost redistribuite populației locale. 
În unele cazuri, minoritarii germani nu au fost expulzați. În Cehoslovacia, numeroși muncitori calificați germani sudeți nu au fost forțați să plece și au continuat să locuiască și să muncească în zonele din care proveneau.  Arhivat în 30 septembrie 2007, la Wayback Machine. De asemenea, în regiunea   Opole (Oppeln) din Silezia Superioară, germanii originari din zonă au fost considerați "autohtoni", mai mult, au primit ajutorul statului în domeniul economic sau al învățământului public. Statutul lor de minoritate etnică a fost acceptat în 1955.

### România

#### Strămutarea germanilor din România după 23 august 1944
Pentru înlăturarea spionajului și menținerea ordinii în spatele armatei de operațiuni, în decembrie 1944 s-au luat măsuri pentru arestarea bărbaților și femeilor de origine etnică germană de pe teritoriul județelor Caraș, Severin, Timiș-Torontal, Hunedoara și Arad. Urmau să fie ridicați cei care s-au înrolat în unitățile militare germane, cei care au depus jurământ statului german sau lui Adolf Hitler, cei care au făcut o intensă propagandă și au sprijinit trupele germane în rezistența contra Armatei Române și Aliate, precum și conducătorii Grupului Etnic German. Toți aceștia urmau să fie internați într-un lagăr din localitatea Darova (jud. Severin), fiind obligați a se hrăni și întreține singuri. Totodată, s-au luat măsuri de restricție pentru întreaga populație de etnie germană din Banat, precum interzicerea circulației între localități și confiscarea aparatelor de radio și telefonie. Arestaților li se permitea să ia bagaje în greutate de maximum 50 kg, cu bunuri absolut necesare traiului. De asemenea, Prefectura Județului Timiș-Torontal, cu avizul Ministerului de Interne, în baza unui ordin telefonic din data de 12 septembrie 1944, a dispus imediat la punerea în disponibilitate a funcționarilor de origine etnică germană și maghiară. În baza acestui ordin, un număr mare de notari comunali din județele Timiș-Torontal, Arad, Caraș și Severin au fost destituiți din funcții. Mai mult decât atât, în perioada 23 august 1944 - 6 martie 1945, împotriva etnicilor germani de pe cuprinsul întregii țări s-au luat următoarele măsuri: arestarea și condamnarea membrilor Grupului Etnic German și ridicarea dreptului de vot al acestora; închiderea întreprinderilor care au produs pentru armata germană; suspendarea cursurilor școlilor germane în care s-a făcut propagandă nazistă. În 1945 a urmat Deportarea germanilor din România în Uniunea Sovietică pentru „muncă de reconstrucție”.

### Cehoslovacia
La sfârșitul celui de-al Doilea Război Mondial, președintele cehoslovac Edvard Beneš a fost apărătorul unei politici de tratare "fără milă" a germanilor, el indicând că "problema germană" trebuie rezolvată prin transferul de populație. Declarațiile sale au înrăutățit sentimentele cehoslovacilor de rând față de populația germană. 
Chiar înainte de anexarea de către Germania a zonei Sudeților,  aproximativ o treime din populația Cehoslovaciei era formată din germani.  După război, germanii trăitori în zonele de graniță ale Cehoslovaciei au fost expulzați la sfârșitul anului 1945. Mai multe mii de germani au fost uciși în timpul deportărilor, iar alții au murit de foame sau de bolile contractate în timpul exodului în masă. În 1946, s-a estimat că 1,3 milioane de germani fuseseră deportați în zona de ocupație americană din Germania. Cam 800.000 de germani au fost deportați în zona sovietică de ocupație. 
Unele dintre actele de violență împotriva etnicilor germani din Cehoslovacia au fost acelea de răzbunare ale unor localnici, deși există voci care afirmă că de fapt au fost acțiuni planificate. Au existat cazuri de masacre efectuate de grupuri paramilitare, care, deși erau ilegale, aveau strânse legături cu unele partide politice. Astfel de acțiuni au fost efectuate, dacă nu cu aprobarea Armatei Roșii, atunci cu complicitatea acesteia. S-a sugerat că una dintre motivațiile unor asemenea acte de violență spontană sau supervizată de stat a fost aceea de a asigura argumentele necesare participanților la conferința de la Potsdam pentru aprobarea inițiativelor de expulzare a germanilor. Raționamentul posibil ar fi fost acela că transferul de populație ar fi fost o cale umană de a pune capăt violențelor. Mai trebuie spus că, în anumite cazuri, autoritățile au pus capăt violențelor bandelor locale. 
În vara anului 1945 au fost mai multe incidente și masacre locale ale populației germane, descrise într-un studiu al European University Institute din Florența.
- Incidentul Prerov – 71 de bărbați, 120 de femei și 74 de copii, germani slovaci în trecere prin stația de cale ferată Prerov, au fost scoși din vagoane, duși în afara orașului pe dealul "Svedske sance" unde, după ce au fost forțați să-și sape propriile gropi, au fost împușcați.
- 30.000 de germani au fost obligați să-și părăsească locuințele din Brno, fiind transferați în lagăre de muncă din apropierea graniței austriece. Se estimează că mai multe sute de oameni au murit în timpul marșului forțat către lagărele de muncă.
- Masacrul din Ústí – se estimează că între 30–50 și 600–700 de civili germani au fost  asasinați. Există dovezi că un număr de femei și copii au fost aruncați în Elba de pe podul de peste râu și, cei care nu se înecaseră, au fost împușcați.

Altă sursă amintește de masacrul de la Postoloprty și zonele adiacente, unde 763 de oameni au fost uciși, și estimează că numărul victimelor din Brno ar fi de 800 de oameni. 
Aproximativ 10.000 de civili internați în lagărele de muncă au murit în perioada 1945 – 1948.
Toate acestea au urmat ca consecinta a faptului ca sute de mii de cehoslovaci (2,4%) au fost ucisi de nemti. Si sa nu uitam faptul ca Cehoslovacia nu a fost in razboi cu Germania.

### Ungaria
În Ungaria, persecutarea minorității germane a început pe 22 decembrie 1944, când comandantul sovietic al armatei de ocupație a ordonat începerea deportărilor. Aproximativ 5% din populația germană (aproximativ 22.000 de oameni) fusese evacuată de  (Uniunea Populară (Volksbund) înainte de acest moment. Ei au fost duși în Austria, dar mulți s-au reîntors la casele lor în primăvară. În ianuarie 1945, Armata Roșie a strâns 32.000 de etnici germani și i-a deportat în Uniunea Sovietică pentru muncă forțată. Mulți dintre ei au murit în timpul deportării ca urmare a relelor tratamente, foamei și bolilor. Pe 29 decembrie 1945, nou formatul guvern maghiar a ordonat deportarea tuturor cetățenilor unguri care se declaraseră etnici germani la recensământul din 1941, au fost membri ai Volksbundului, SS-ului sau a altei organizații armate germane. În conformitate cu acest decret, a început deportarea în masă a germanilor. Primul transport de 5.788 de persoane a fost făcut pe 19 ianuarie 1946, fiind afectați localnicii din Budaörs (Wudersch). Între 185.000 și 200.000 de germani din Ungaria au fost deposedați de averi și au fost deportați în Germania de Vest. Până în 1948, încă 50.000 de germani au fost deportați în Germania de Est. Cei mai mulți deportați s-au stabilit în landurile Baden-Württemberg, Bavaria și Hesse. În 1947 și 1948, a avut loc un schimb de populație între Cehoslovacia și Ungaria. Aproximativ 74.000 de maghiari din Slovacia au fost deportați, un număr aproximativ egal de slovaci fiind deportați din Ungaria. Ei și secuii din Bucovina au fost colonizați în fostele sate germane din sud-estul Transdanubiei. În unele zone din districtele Tolna, Baranya și Somogy, populația originală a fost înlocuită în totalitate de coloniști. În 1949, numai 22.455 de locuitori ai Ungariei se mai declarau de etnie germană, dar este posibil ca numărul lor să fi fost mai ridicat. Se crede că aproximativ jumătate din populația germană din Ungaria a supraviețuit anilor grei dintre 1944 și 1950.

### Alte țări ale Europei Răsăritene

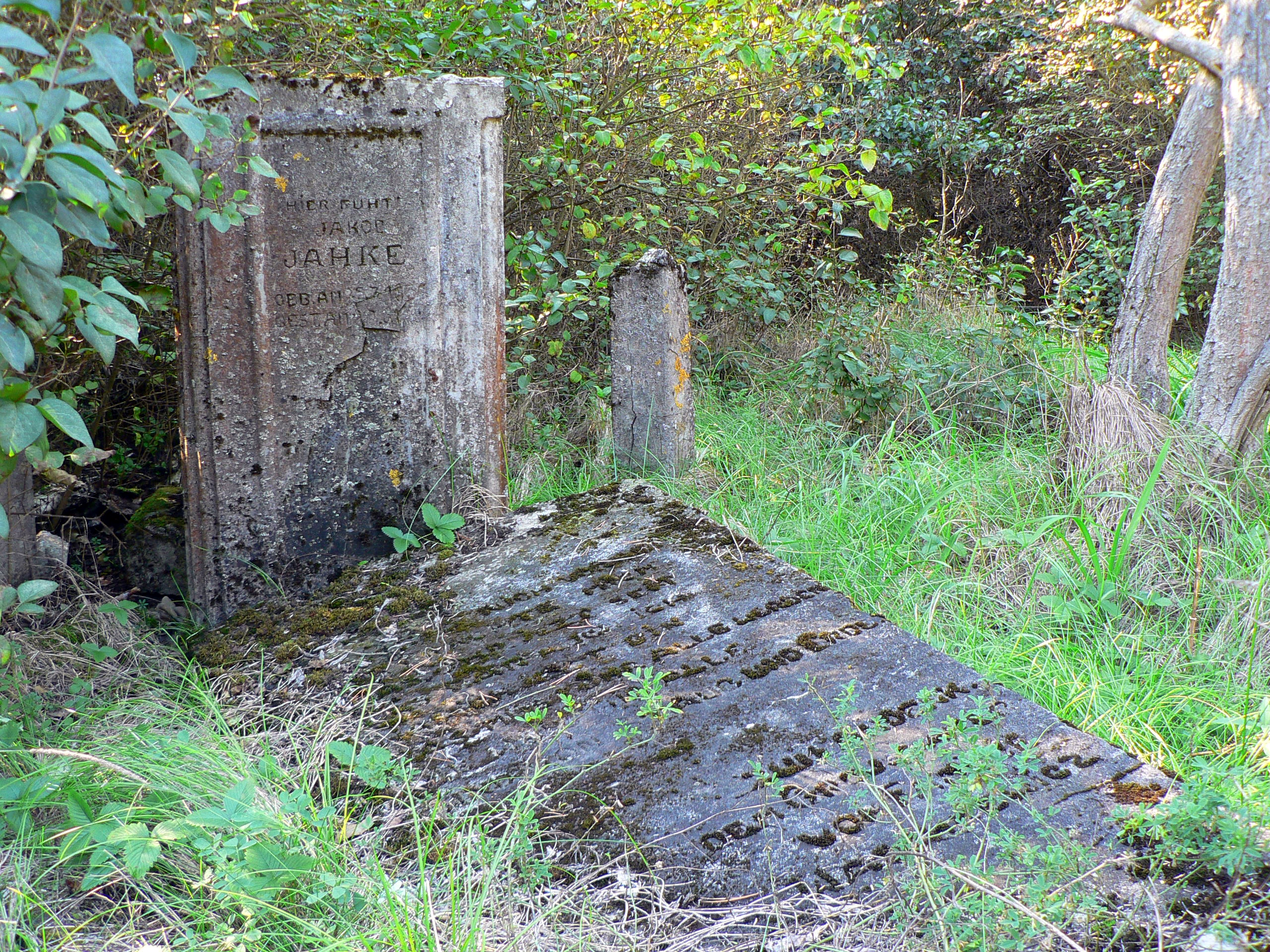
Cimitir german părăsit în Varșovia

Acțiuni de deportare a etnicilor germani au avut loc și în țări precum Iugoslavia și Polonia . 

### Rusia
Königsberg, (redenumit în zilele noastre de ruși Kaliningrad), a fost capitala istorică a Prusiei Răsăritene și unul dintre orașele importante ale istoriei germane.
Numeroși germani din Prusia răsăriteană au fost evacuați de autoritățile naziste sau au fugit din față înaintării armatelor sovietice. Germanii care au rămas în zonă au trăit teroarea ocupației sovietice. După război, toți germanii supraviețuitori din regiune au fost deportați, în zonă fiind colonizați ruși și familiile personalului militar sovietic. 
În zilele noastre, zona cunoscută ca Regiunea Kaliningrad este o exclavă rusă, separată de restul țării de Lituania și Belarus. 

### Lituania
O regiune mică din ceea ce este azi statul modern lituanian a fost anexată de naziști în 1939, cu puțin timp mai înainte de izbucnirea războiului. Această zonă, inclusiv importantul port maritim Memel (Klaipėda) au fost parte a provinciei germane Prusia Orientală din 1871 până la semnarea  Tratatului de la Versailles și din nou între 1939 - 1945.
După al Doilea Război Mondial, zona a fost parte a Uniunii Sovietice, (care includea și Lituania). Cei mai mulți dintre germanii din zonă fugiseră în Germania, alăturându-se celor plecați din Königsberg și alte localități est-prusiene. În 1946, puținii germani rămași au fost deportați de autoritățile sovietice. Rușii și lituanienii din localitățile suprapopulate din zonă au înlocuit locuitorii orașului Memel și zonelor înconjurătoare, care avusese populația mixtă germană și lituaniană.

## Controverse legate de motivele și justificările expulzărilor
Date fiind complexitatea istoriei zonei și a intereselor divergente ale Aliaților învingători, este dificil de apreciat care au fost toate motivațiile din spatele hotărârilor de deportare. Diferiți istorici, dar și persoanele afectate de deportări, consideră că, pentru deciziile de la Potsdam și deportările care au urmat, au existat motive diferite. Acestea ar putea fi: 
1. Compensarea pierderilor teritoriale suferite de Polonia ca urmare a ocupării zonei estice a țării de către Uniunea Sovietică;
2. Dorința de consolidare a noilor granițe prin crearea unor state naționale omogene din punct de vedere etnic;
3. Lipsa de încredere și animozitățile față de minoritatea germană;
4. Dorința de evitare a conflictelor interetnice;
5. Dorința de pedepsire a minoritarilor germani pentru sprijinirea invadatorilor naziști;
6. Dorința de a împiedica viitoare pretenții teritoriale germane bazate pe prezența unor populații compacte germane;
7. Asigurarea de cămine pentru repatriații și deportații polonezi;
8. Transformarea Poloniei într-un stat dependent de Uniunea Sovietică;
9. Însușirea proprietăților germanilor expulzați;
10. Încercarea de a restaura situația demografică de dinaintea purificărilor etnice și colonizărilor naziste din zonele ocupate de Reich.

### Compensații pentru teritoriile pierdute în favoarea Uniunii Sovietice
Polonia a pierdut 43% din teritoriul antebelic, dat fiind faptul că Uniunea Sovietică a insistat să păstreze teritoriul anexat în conformitate cu prevederile acordului secret al Pactului Molotov-Ribbentrop din 1939. În timp ce unele orașe ca Gdańsk (Danzig) au fost cedate Poloniei și au fost "curățate din punct de vedere etnic", alte orașe, precum Vilnius (Wilno), Hrodna (Grodno) și Lviv (Lwów) au fost cedate Uniunii Sovietice (RSS Lituaniană, și RSS Bielorusă și RSS Ucraineană).
Se poate spune că, văzut din punctul de vedere polonez și aliat, expulzarea germanilor era făcută pentru a oferi cămine deportaților polonezi din teritoriile cedate URSS-ului. Schimburile teritoriale și de populație au fost făcute cu acordul tacit al tuturor conducătorilor politici ai Aliaților.

### Dorința de creare a statelor naționale omogene din punct de vedere etnic
Aceasta a fost prezentată ca un motiv principal pentru deciziile de la Potsdam. 
Există o lungă istorie a luptelor polonezilor și cehilor împotriva expansionismului german, (Vedeți și: Drang nach Osten), ca și a naționalismului în noile state apărute în Europa Răsăriteană după sfârșitul primului război mondial. Linia Oder-Neisse fusese granița istorică a Regatului Polonez al Piaștilor și fusese granița propusă pentru Polonia postbelică de Guvernul polonez în exil, care căuta posibile compensații pentru teritoriul ocupat de URSS și pe care Stalin nu era dornic să le retrocedeze. Arhivat în 29 mai 2006, la Wayback Machine.
Teritoriile care au fost oferite Poloniei și Cehoslovaciei de hotărârile tratatului de la Versailles au cauzat unele probleme noilor state independente. Guvernele din exil au considerat că stabilitatea în țările lor nu poate fi asigurată decât în cazul unor state omogene din punct de vedere național. Înfrângerea totală militară și morală a Germaniei Naziste a oferit posibilitatea realizării omogenității etnice prin mijloace imposibile în alte condiții. În cazul Cehoslovaciei, nu doar germanii sudeți, dar și ungurii din sudul Slovaciei au fost victime ale campaniei de purificare etnică postbelică. 

### Lipsa de încredere și animozitățile față de minoritatea germană din Polonia
Polonezii și-au manifestat teama față de lipsa de loialitate a germanilor din Silezia și Pomerania, sentiment bazat în parte pe activitățile pronaziste ale unora dintre membrii grupului etnic german în timpul războiului și chiar după încheierea conflagrației mondiale. Ca urmare a acestor activități, toate partidele politice poloneze au fost de acord cu expulzarea germanilor din Silezia și Pomerania. Pentru polonezi, deportarea germanilor era văzută ca un efort de evitare unor evenimente din viitor și ca urmare a mai vechilor propuneri de transfer de populație făcute de guvernul polonez încă de la sfârșitul anului 1941.  Printre argumentele guvernului polonez era și acela că nu exista nicio singură familie poloneză din zonă care nu a suferit pierderi umane sau materiale ca urmare a agresiunii germane. Transferul populației germane spre vest a fost văzută ca o măsură necesară pentru asigurarea păcii interetnice. Unele activități teroriste din vara anului 1945 ale unei organizații paramilitare numite Wehrwolf au fost prezentate ca noi argumente ale necesității transferurilor de populație. 

### Prevenirea violențelor etnice
Aliații participanți la conferința de la Potsdam au afirmat că doar expulzările puteau asigura evitarea violențelor etnice. După cum afirma Winston Churchill în Camera Comunelor în 1944, "Expulzarea este o metodă care, așa după cum s-a văzut până acum, va fi cea mai satisfăcătoare și de durată. Nu vor mai exista amestecuri de populații care să cauzeze necazuri fără sfârșit... O curățare definitivă va fi făcută. Eu nu sunt alarmat de aceste transferuri, care sunt cele mai posibile în condițiile moderne... " Din acest punct de vedere se poate spune că politica deportărilor și-a atins țelurile: granițele redesenate după 1945 sunt stabile, iar conflictele etnice sunt relativ marginale, deși această stabilitate ar putea fi explicată de asemenea și prin rigiditate controlului sovietic asupra Europei Răsăritene în timpul Războiului Rece.

### Răzbunarea
Una dintre explicațiile politicii de expulzare poate fi aceea că, de fapt, adevăratul scop era pedepsirea germanilor pentru acțiunile celui de-al treilea Reich în timpul celui de-al Doilea Război Mondial, printre care se numărau expulzările cehilor și polonezilor din teritoriile anexate de Germania Nazistă. 
Din acest punct de vedere, expulzările erau văzute ca acte de dreptate istorică, deoarece unii dintre membrii minorității germane din Sudeți au contribuit din plin la dezmembrarea Cehoslovaciei în 1938 – 1938. Opinia publică cehă socotea că faptele germanilor sudeți sunt acțiuni trădătoare. Forțele de ocupație naziste plănuiseră înrobirea, uciderea sau deportarea unor populații slave, pe care le considerau aparținând  rasei inferioare, ca și repopularea regiunilor depopulate prin deportare prin colonizări cu germani. 
După experiența tragică a războiului mondial nu prea existau sentimente de compasiune pentru victimele germane ale deportărilor, mai ales că primele vaste acțiuni de epurare etnică au fost inițiate tocmai de guvernul nazist. (Vezi și: Reichsgau Wartheland).

### Împiedicarea unor pretenții teritoriale germane
Se pare că, pentru a nu se repeta ce s-a întâmplat în Sudetenland, când naziștii au pretins modificarea graniței având ca argument existența unei importante minorități germane în zonă, puterile aliate au luat în calcul deportarea germanilor.

### Asigurarea de cămine pentru repatriații și deportații polonezi
Chiar mai înainte ca fostele teritorii germane să fie cucerite de Armata Roșie, aproximativ 2 milioane de polonezi de dincolo de Linia Curzon au fost deportate de autoritățile sovietice din răsăritul Poloniei în gulagurile siberiene. Alte 800.000 de polonezi din Varșovia fuseseră strămutați de germani în lagărele de muncă. După război, marea majoritate a deportaților polonezi rămași în viață s-au reîntors în patrie și aveau nevoie de case într-o țară devastată de lupte. 

### Transformarea Poloniei într-un stat dependent de Uniunea Sovietică
Deși niciodată recunoscut ca un motiv oficial, se speculează că unul dintre motivele URSS-ului pentru expulzarea germanilor era acela de a face statul polonez mult mai dependent de protecția sovietică împotriva unor posibile pretenții teritoriale germane. 

### Câștiguri materiale de pe urma proprietăților germanilor expulzați
Administrația comunistă poloneză nu-i anunța pe germanii programați pentru expulzare decât cu 24 de ore înainte de plecare. S-a presupus că motivul pentru un asemenea comportament era acela de a-i împiedica pe germani să-și organizeze transportul bunurilor mobile.

### Restaurarea situației demografice din perioada pre-nazistă
Politica pe termen lung a naziștilor era aceea de creare a "Germaniei Mari", care avea să ocupe un spațiu din care urmau să fie îndepărtate populațiile negermane din Sudetenland, Cehoslovacia, Polonia și alte zone din Europa Răsăriteană. În aceste zone au existat așezări ale germanilor colonizați aici prin politica nazistă de schimbare a compoziție etnică a unor teritorii cucerite. În principal însă, în zona vizată de proiectul Germaniei mari locuiau minorități germane așezate aici de secole. Deși în mod oficial au fost vizați pentru deportări în special noii coloniști, în fapt deportările i-au afectat pe toți germanii, inclusiv pe cei care trăiau de generații în Polonia, Cehia și alte zone ale Europei Răsăritene.

## Rezultatele politicii de deportare
În perioada 1944(45) – 1950, mai mult de 14 milioane de germani au fost forțați să fugă sau au fost deportați ca urmare a acțiunilor Armatei Roșii, milițiilor populare sau eforturilor guvernelor din regiune. 
Zonele din care au germanii au fugit sau din care au fost deportați au fost repopulate cu cetățeni ai statului care stăpânea mai-înainte numitele zone, unii dintre ei fiind la rândul lor expulzați din teritorii cedate mai la răsărit. 

## Controverse asupra responsabilităților pentru deportări
Problema responsabilităților pentru decesele și suferințele din timpul deportărilor germanilor este intens și controversat disputată. Indiferent dacă au pierit un milion sau două milioane de germani, este clar că pentru pierderile de vieți omenești trebuie condamnate puterile aliate care au autorizat transferurile de populație, Uniunea Sovietică care a avut controlul asupra țărilor implicate, guvernele naționale care au pus în practică deciziile de deportare, cât și organizațiile paramilitare și cetățenii care au profitat de expulzări pentru a jefui, viola, tortura și ucide strămutații. Totuși, gradul de vinovăție a fiecărei părți diferă funcție de perspectivele celor care discută problema. 
Din alt punct de vedere, ar trebui spus că singurele două forțe care controlau noua ordine postbelică erau SUA și URSS. Dacă privim astfel lucrurile, responsabilitățile pentru expulzările germanilor, polonezilor, ucrainenilor, românilor basarabeni și a altora cad în sarcina celor două supraputeri, ale căror politici au inițiat, aprobat și facilitat expulzările. 
Există critici care afirmă că expulzările nu au fost provocate doar de ura împotriva germanilor, ci vina trebuie aruncată și asupra naziștilor și politicilor lor de deportare, eliminare fizică și exploatare a popoarelor pe care le-au ocupat în timpul războiului. Astfel, expulzările ar fi fost motivate de reacțiile la crimele de război, atrocitățile și  legile opresive ale ocupanților germani. .
În ce privește deportarea germanilor din Ardealul de Nord, ordinul vine din partea comandamentelor militare sovietice instalate aici imediat după data de 25 noiembrie 1944, anume Oroshaza și Nyiregyhaza, mai apoi Debrețin. Chiar dacă cele 3 localități au aparținut și la acea vreme Ungariei, la fel ca și astăzi, motivația unei astfel de preferințe din partea sovieticilor rezidă în faptul că ei nu au ținut cont de consecințele Arbitrajului de la Viena, considerând acest teritoriu ca spațiu maghiar de ocupație bolșevică. În zadar regele Mihai I a ordonat la sfârșitul lunii noiembrie 1945 reinstalarea administrației românești în cele 11 județe pierdute în 1940, pentru că sovieticii au desconsiderat decretul în cauză și au alungat autoritățile românești. Administrația provizorie instalată în aceste județe, exceptând Transilvania istorică, a fost alcătuită exclusiv din unguri (prefectură, primării, poliție, jandarmerie etc.). Aici s-a încadrat Maramureșul (cu excepția perioadei aventurierului Ion Odoviciuc), Sătmarul (chiar dacă prefectul Anderco a încercat să readucă la conducere PNȚ-Maniu), Clujul (cu obedientul Teofil Vescan, cel care a interzis intrarea trupelor române în oraș), Bihorul (cu echipa maghiară alcătuită ad-hoc în 12 octombrie 1944) și Sălajul.
Cu titlu de exemplu, mai bine de 3 ani organele locale de presă ale FND (ulterior BPD), inițial "Uj Elet" (Viață Nouă), apoi "Crișana", solicitau angajarea unor dactilografe cunoscătoare de limba română, pentru că articolele erau scrise aiurea. Mai mult, după eliberarea Oradei, a fost nevoie să fie adus la Oradea un comunist din Arad pentru a putea traduce în românește textul Convenției de Armistițiu, pentru a putea fi afișat în oraș, iar pentru înființarea Frontului Plugarilor a fost adus Moise Floruțău, de la Cluj, fiindcă cei înscriși până la acea vreme nu știau o iotă românește. 
În luna mai 1945, Leontin Sălăjan (Silagyi Levente) a cerut insistent românizarea PCR, iar în noiembrie, Vasile Luca (Lukacs Laszlo) a sosit în municipiu pentru a desființa conducerea locală a PSD, compusă numai din apatrizi, veniți aici după septembrie 1940 (ex. Kohn, Szilard) deoarece se opuneau înființării secției românești, înfiripată aici de Visarion Alexa și CFR-iștii aduși de el la ordinul lui Gheorghe Gheorghiu-Dej.
La sfârșitul anului 1945 existau în Bihor 12.000 de membri PCR, din care numai 60 erau români. 
În 1946, când se reîntorc germanii, aceștia se vor confrunta cu o situație teribilă. Casele lor erau ocupate de coloniștii unguri aduși de regimul lui Horthy. Primăria comunei Palota (principalul centru german din județ) îi va repartiza să locuiască în grajdurile fostului moșier local, claie peste grămadă, lipsiți de orice fel de minim confort. Este de apreciat aici gestul șefului Comisiei Locale pentru Aplicarea Reformei Agrare, Ioan Chivari, care a susținut cauza germanilor reîntorși din deportare, în sensul retrocedării averilor pe care le-au deținut. Surse: Arhivele Naționale-DSirecția județeană Bihor, fonduri:
Chestura Poliției Oradea,
Legiunea de Jandarmi Bihor, 
Comitetul județean Bihor al PCR, 
Comitetul județean Bihor al PSD

## Critici
În timpul războiului rece, s-a discutat foarte puțin despre deportări. Principalul motiv al nediscutării acestei probleme pare faptul că politica vremii descuraja criticile vest-germanilor la adresa acțiunilor postbelice ale aliaților occidentali  și a criticilor est-germanilor la adresa acțiunilor postbelice sovietice. Studierea problemei expulzărilor a fost posibilă cu adevărat numai după prăbușirea Uniunii Sovietice și reunificarea Germaniei. 

### Reconsiderări ale expulzărilor postbelice
În ultimii ani ai secolului trecut războiul rece s-a sfârșit, iar puterile învingătoare în al Doilea Război Mondial s-au retras din Germania reunificată. Modul în care au fost tratați germanii după înfrângerea țării lor în a doua conflagrație mondială a început să fie reexaminat și rejudecat, dat fiind că până în acel moment discuțiile cu privire la deportările germanilor mai erau încă umbrite de crimele naziste de război. Acest lucru a fost posibil și datorită colapsului Uniunii Sovietice, care a permis ca aceste discuții precum crimele comise și de militarii Armatei Roșii, până atunci marginalizate, să fie aduse în prim-planul dezbaterilor publice.